# Strupina (Bośnia i Hercegowina)
Strupina – wieś w Bośni i Hercegowinie, w Federacji Bośni i Hercegowiny, w kantonie zenicko-dobojskim, w gminie Maglaj. W 2013 roku liczyła 536 mieszkańców, z czego większość stanowili Chorwaci.